# 石油

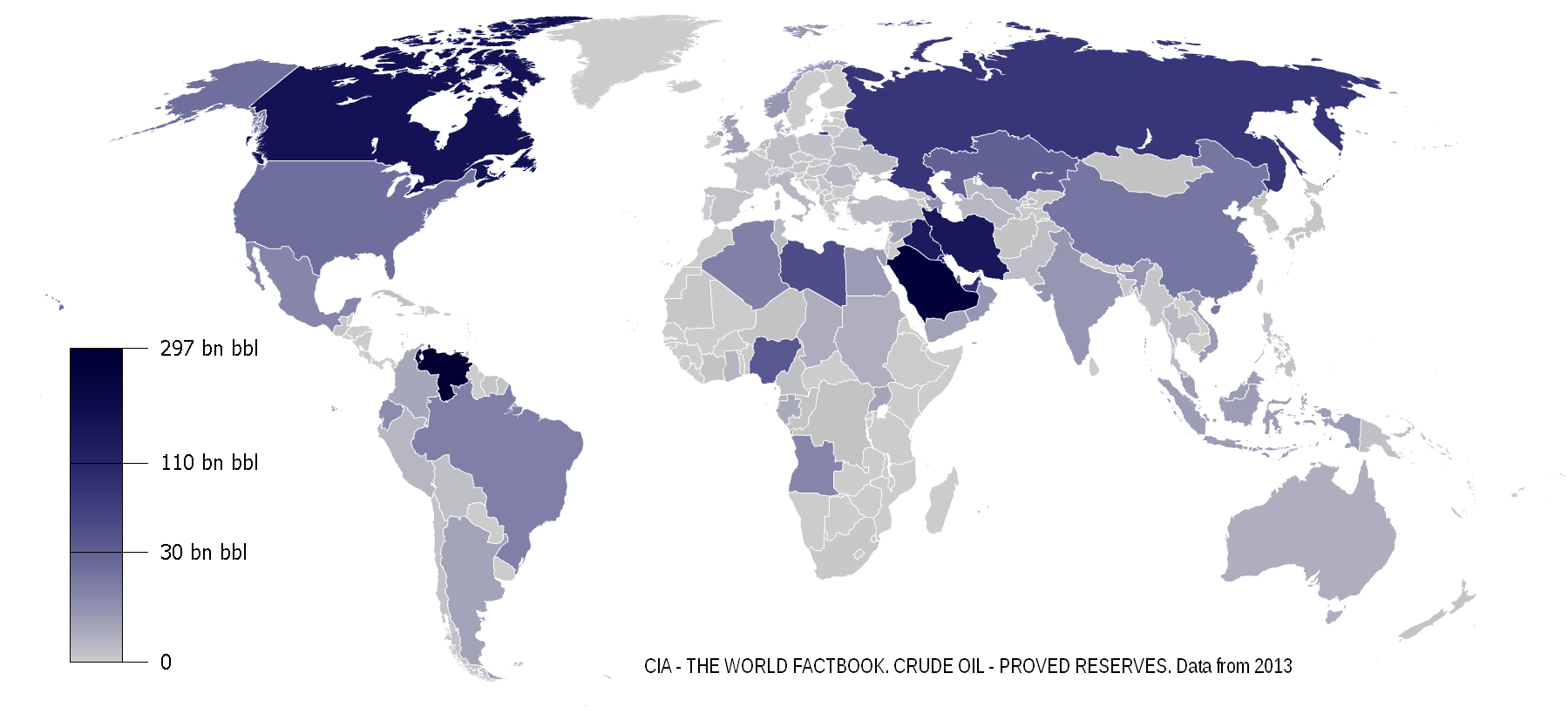
世界探明石油储量（2013）

石油（英語、拉丁語：petroleum）也称原油（crude oil），是一種黏稠的、深褐色（有时有点绿色的）液态化学物质混合物，主要由不同的碳氢化合物混合组成，其中最主要的成分是烷烴，此外还含有硫、氧、氮、磷、钒等元素，但不同地区产出的石油成分和外貌可以有很大的區分。
石油是一种化石能源，其形成源自古生物（特别是浮游生物和藻类) 残骸在被沉积物掩埋后发生的缺氧降解，其有机物被降解成油母质后再在岩层中经过上百万年地质活动的高温高压转变成为原油。世界上现已知的石油资源约七成都形成于中生代，约两成形成于新生代，只有一成来自于古生代或更早。地质学历史上曾認为浅海地区的地壳上层部分都可能会有储存石油的油田，在中东地区波斯湾一带的海湾国家（沙特阿拉伯、科威特、巴林、阿曼、阿联酋和卡塔尔）以及伊拉克和伊朗都有丰富的储藏，而在俄罗斯的西西伯利亚、委内瑞拉、加拿大、利比亚、尼日利亚、美国、墨西哥、哈萨克、中国华北和塔里木盆地等地也有很大的石油储量。此外许多边缘海的海底也拥有石油储藏，可以通过漂浮的石油平台进行开采。
石油通过油井开采后通常会在炼油厂进行分馏处理，其分离出的汽油、柴油和煤油等液态石油产品主要被用作驱动热机（如内燃机、燃气涡轮机和喷气发动机）的燃油，从第二次工业革命至今是驱动陆路、航海和航空运输的主要能源，也是世界上最重要的一次能源之一。石油也是许多石油化工产品如溶液、化肥、杀虫剂、润滑油的矿物油基础油和塑膠等的原料。2021年美国石油总消费量中所占的百分比为67.2%用作运输、26.9%用作工业用途、2.8%用于住宅、2.5%用于商业、0.5%用于发电。因为人类社会在工业化后对石油的需求极高，石油生产又主要由产油国控制，使其贸易價值高昂，又被称为黑金。
由于石油是一种不可再生能源，许多人担心石油用尽会对人类带来严重的能源危机，对石油供应保障的担忧也是许多地缘政治冲突的导火索，甚至会引发国与国之间的石油战争。此外，因为现有的石油储备是自然界过去上亿年不断积累的碳汇，石油的开采、提炼和使用会氧化释放大量的温室气体排放和空气污染，加上意外发生漏油事件造成的水污染和土地污染，对人类和野生动物的健康、气候变化和全球环境都会造成严重的影响。因此现在许多国家都在探索能够降低石油依赖的替代燃料和可再生的新能源（特别是清洁能源），普及更加高效的电气化和储能技术也会降低交通运输方面对石油的需求。据估计全球会在约2035年达到石油峰值。

## 词源
英语的petroleum一词的詞源来自于15世纪的希腊语词根（岩石）与拉丁语（油）。
汉语中的称呼则源自北宋博学家沈括（1032～1096）在《梦溪笔谈》中的描述：“鄜延境内有石油，旧说‘高奴县出脂水’，即此也。生于水际沙石，与泉水相杂，惘惘而出，土人以雉尾裛之，乃采入缶中，颇似淳漆，燃之如麻，但烟甚浓，所沾幄幕皆黑。予疑其烟可用，试扫其煤以为墨，黑光如漆，松墨不及也，遂大为之，其识文为‘延川石液’者是也。此物后必大行于世，自予始为之。”

## 历史
早在公元前10世纪之前，古埃及、古代美索不达米亚文明和古印度等人类文明发源地已经采集天然沥青，用于建筑、防腐、粘合、装饰、制药，古埃及人甚至能估算油苗中渗出石油的数量。楔形文字中也有关于在死海沿岸采集天然石油的记载。“它粘结起杰利科和巴比伦的高墙，诺亚方舟和摩西的筐篓可能按当时的习惯用沥青砌缝防水”。
公元前5世纪，在古波斯地区的阿契美尼德王朝（前553—前334年）的首都蘇薩（Susa）附近出现了人类用手工挖成的石油井。最早把石油用于战争也在中东。《石油、金钱、权力》一书中说，荷马的名著《伊里亚德》中叙述“特洛伊人不停地将火投上快船，那船顿时升起难以扑灭的火焰”。当波斯国王居鲁士二世准备夺取巴比伦时，有人提醒他巴比伦人有可能进行巷战。塞琉斯说可以用火攻。“我们有许多沥青和碎麻，可以很快把火引向四处，那些在房顶上的人要么迅速离开，要么被火吞噬。”
公元7世纪，君主制东罗马帝国人用原油和石灰混合製成著名的希臘火，点燃后用弓箭远射，或用手投掷，以攻击敌人的船只。阿塞拜疆的巴库地区有丰富的油苗和气苗。这里的居民很早就从油苗处采集原油作为燃料，同时也可用于医治骆驼的皮肤病。
欧洲从德国的巴伐利亚、意大利的西西里岛和波河河谷，到波兰的加利西亚、罗马尼亚，中世纪以来，人们就有关于石油从地面渗出的记载。并且把原油当作“万能药”。加利西亚、罗马尼亚等地的农民，早就挖井采油。
晉《博物誌》載：“酒泉延壽縣南山出泉水，大如筥，注地為溝，水有肥如肉汁，取著器中，始黃後黑，如凝膏，然極明，與膏無異。甚佳，彼方人謂之石漆。”唐《酉阳杂俎》称：“高奴县石脂水，水腻，浮上如漆，采以燃灯极明。”又《甘肃新通志》载：“石脂水，即石油河，出肃州南山”。唐《元和郡县志》记载：“玉门县石脂水在县东南一百八十里，泉有苔，如肥肉，燃极明。水上有黑脂，人以草墨取用，涂鸱夷西囊及膏东。”《乾隆新编肃州志》载：“嘉峪关西有石漆，今按赤金东南一百五十里有石油泉，土人取之燃灯”。中国人使用固定在竹竿一端的钻头钻井（“衝擊式頓鉆鑿井術”），其深度可达約一千米，現存此工法的油井見燊海井。他们焚烧石油来蒸发盐卤製食盐。10世纪时他们使用竹竿做的管道来连接油井和盐井。「石油」一詞首次在宋朝沈括著作《夢溪筆談》中出現並沿用至今。
古代波斯的石板纪录似乎说明波斯上层社会使用石油作为药物和照明。
762年新建的巴格达的街道上铺有从当地附近的自然露天油矿获得的沥青。9世纪阿塞拜疆巴库地区的油田用来生产轻石油。10世纪地理学家阿布·哈桑·阿里·麦斯欧迪和13世纪马可·波罗曾描述过巴库的油田。他们说这些油田每日可以开采数百船石油。
现代石油历史始于1846年，当时生活在加拿大大西洋省区的亚布拉罕·季斯納发明了从煤中提取煤油的方法。1852年波兰人伊格納齊·武卡謝維奇发明了使用更易获得的石油提取煤油的方法。次年波兰南部克洛斯诺附近开辟了第一座现代的油矿。这些发明很快就在全世界普及开来了。1846年在巴库建立了第一座现代化开采的石油油井，1861年建立了世界上第一座炼油厂。当时巴库出产世界上90%的石油。后来的斯大林格勒战役就是为夺取巴库油田而展开的。
19世纪石油工业的发展缓慢，提炼的石油主要是用来作为油灯的燃料。20世纪初随着内燃机的发明情况骤变，如今石油已成为最重要的内燃机燃料。尤其1859年8月27日愛德溫·德瑞克在賓州德瑞克油井挖到石油，引發美国第一次石油繁榮，在德克萨斯州、俄克拉何马州和加利福尼亚州的油田发现导致“淘金热”一般的形势。
到1910年为止，在加拿大（尤其是在艾伯塔）、荷属东印度、伊朗、秘鲁、委内瑞拉和墨西哥发现了新的油田。这些油田全部被工业化开发。
直到1950年代中为止，煤依然是世界上最重要的燃料，但石油的消耗量增长迅速。1973年能源危机和1979年能源危机爆发后媒体开始注重对石油供应水平进行报道。这也使人们意识到石油是一种有限的原料，最后会耗尽，至少作为一种经济能源。不过至今为止所有预言石油即将用尽的猜测都未被证实（未被合理化），所以也有人对这个讨论表示不以为然。石油的未来至今还无定论。2004年一份《今日美国》的新闻报道说地下的石油还够用40年。有些人认为，由于石油的总量是有限的，因此1970年代预言的耗尽今天虽然没有发生，但是这也不过是早晚的问题。也有人认为随着技术的发展人类总是能够找到足够的便宜的碳氢化合物的来源的。地球上还有大量焦油砂、沥青和油母页岩等石油储藏，它们足以提供未来的石油来源。目前已经发现的加拿大的焦油砂和美国的油母页岩就含有相当于所有目前已知的油田的石油。
今天90%的运输能量是依靠石油获得的。石油运输方便、能量密度高，因此是最重要的运输驱动能源。此外它是许多工业化学产品的原料，因此它是目前世界上最重要的商品之一。在许多军事冲突（包括第二次世界大战和海湾战争）中占据石油来源是一个重要因素。
中东首次发现石油，是在1908年的伊朗，而今天约80%可以开采的石油储藏位于该地区，其中62.5%位于沙特阿拉伯（12.5%，1938年3月3日发现石油）、伊拉克、科威特、阿拉伯联合酋长国和卡塔尔。
美國於1977年至2015年期間實施原油出口禁令。

## 形成

### 生物成油理论
大多数地质学家认为石油像煤和天然气一样，是古代有机物透过漫长的压缩和加热后逐渐形成的。按照这个理论石油是由史前生物和藻类的尸体变化形成的。（陆上的植物则一般形成煤。）经过漫长的地质年代这些有机物与淤泥混合，被埋在厚厚的沉积岩下。在地下的高温和高压下它们逐渐转化，首先形成蜡状的油页岩，后来退化成液态和气态的碳氢化合物。由于这些碳氢化合物比附近的岩石轻，它们向上渗透到附近的岩层中，直到渗透到上面紧密无法渗透的、本身则中空的岩层中。这样聚集到一起的石油形成油田。透过钻井和泵取人们可以从富集的油田中获得石油。
地質學家將石油形成的溫度範圍稱為「油窗」。溫度太低石油無法形成，溫度太高則會形成天然氣。雖然石油形成的深度在世界各地不同，但是「典型」的深度為四至六千米。由於石油形成後還會滲透到其它岩層中去，因此實際的油田可能要淺得多。因此形成油田需要三個條件：豐富的源岩，滲透透道和一個可以聚集石油的岩層構造。
美國西北太平洋國家研究室在2013年成功還原了藻類成為石油的過程，透過模擬原油的生產環境，將藻類置於密閉反應器中並提供高溫高壓，僅需一個小時即可產生出與原油極為類似的生質原油；其他如美國的藍寶石能源公司與荷蘭皇家殼牌石油公司等企業，也陸續成功還原藻類轉化成石油的過程，並找到產油量高的藻類種類將產油過程商業化。

### 非生物成油理论
支持非生物成油理论的天文学家托马斯·戈尔德在俄罗斯石油地质学家尼古莱·库德里亚夫切夫的理论基础上发展的。这个理论认为在地壳内已经有许多碳，这些碳有些是自然地以碳氢化合物的形式存在。碳氢化合物比岩石空隙中的水轻，因此沿岩石缝隙向上渗透。石油中的生物标志物是由居住在岩石中的、喜热的微生物导致的，与石油本身无关。
在地质学家中这个理论只有少数人支持。一般它被用来解释一些油田中无法解释的石油流入，不过这种现象很少发生。非生物成油理论无法解释世界99%以上的石油都储存在沉积岩中，而那些非沉积岩中的石油也可被解释为从别处沉积岩中运移而来。同样，非生物成油理论无法解释石油中广泛分布的生物标志化合物，如甾烷，伽马蜡烷，植烷，藿烷，萜类以及同位素偏轻等现象。

## 开采
开采石油的第一关是勘探油田。今天的石油地质学家通常使用重力仪、磁力仪等仪器来寻找新的石油储藏。
地表附近的石油可以使用露天开采的方式开采。不过今天除少数非常偏远地区的矿藏外这样的石油储藏已经几乎全部耗尽了。今天在加拿大艾伯塔的阿萨巴斯卡油砂还有这样的露天石油矿。在石油开采初期，少数地方也曾有过打矿井进行地下开采的石油矿场。
埋藏比较深的油田需要使用钻井才能开采。海底下的油矿需要使用石油平台来钻和开采。
为了将钻头钻下来的碎屑以及润滑和冷却液运输出钻孔，钻柱和钻头是中空的。在钻井时使用的钻柱越来越长，钻柱可以使用螺旋连接在一起。钻柱的端头是钻头。大多数今天使用的钻头由三个相互之间成直角的、带齿的钻盘组成。在钻坚硬岩石时，钻头上也可以配有金刚石。不过有些钻头也有其它的形状。
一般钻头和钻柱由地上的驱动机构来旋转，钻头的直径比钻柱要大，这样钻柱周围形成一个空洞，在钻头的后面使用钢管来防止钻孔的壁塌落。

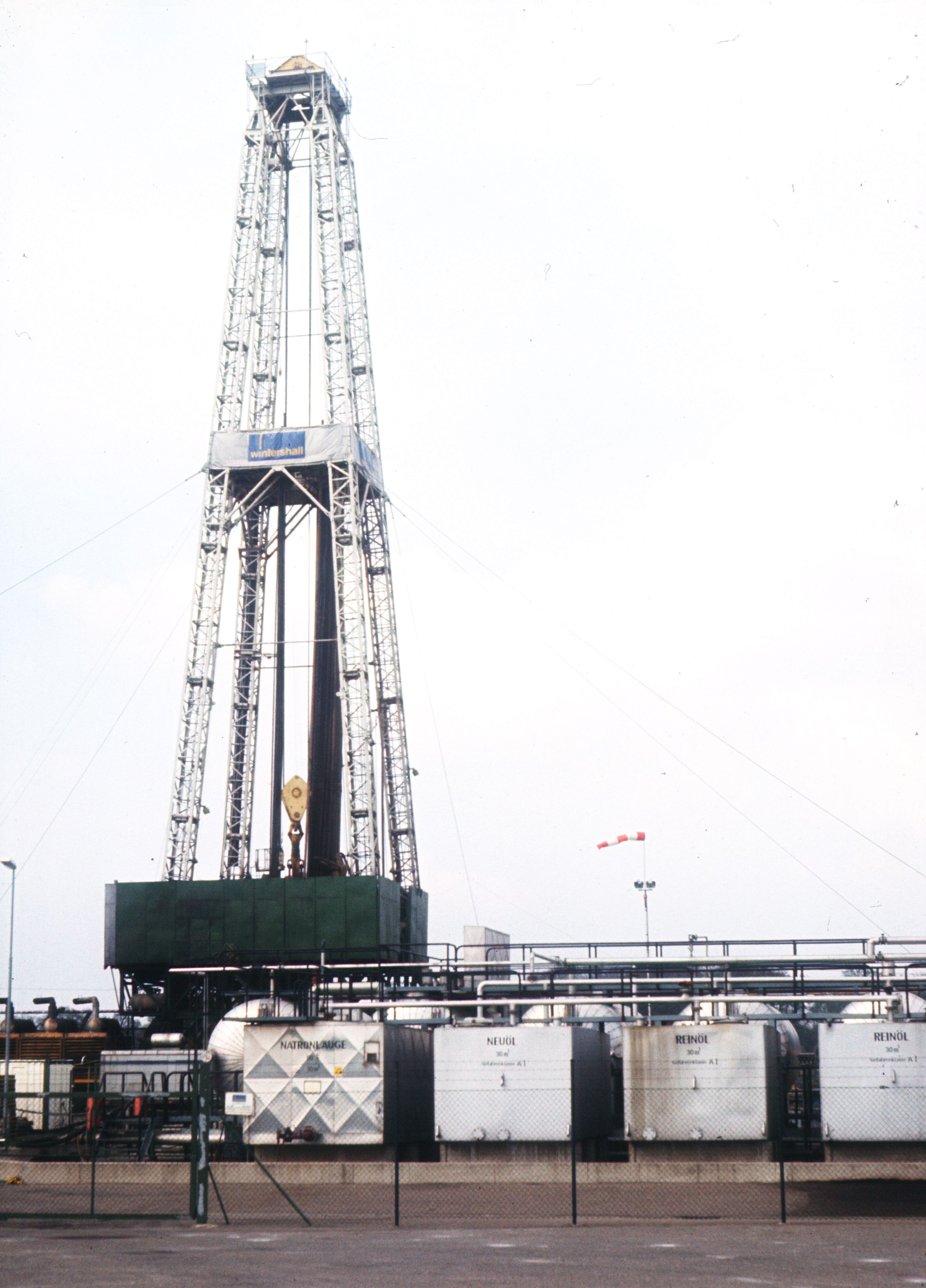
钻井架，前面的容器中装着钻井液

钻井液由中空的钻柱被高压送到钻头。钻井泥浆则被这个高压通过钻孔送回地面。钻井液必须具有高密度和高粘度。有些钻头使用钻井液来驱动钻头，其优点是只有钻头，而不必整个钻柱被旋转。为了操作非常长的钻柱在钻孔的上方一般建立一个钻井架。在必要的情况下，今天工程师也可以使用定向钻井的技术绕弯钻井。这样可以绕过被居住的、地质上复杂的、受保护的或者被军事使用的地面来从侧面开采一个油田。

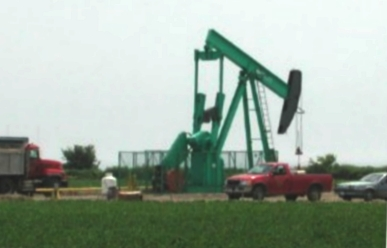
加拿大安大略省萨尼亚附近的油井及其抽油泵

地壳深处的石油受到上面底层以及可能伴随出现的天然气的压挤，它又比周围的水和岩石轻，因此在钻头触及含油层时它往往会被压力挤压喷射出来。为了防止这个喷射，现代的钻机在钻柱的上端都有一个特殊的装置来防止喷井。一般来说刚刚开采的油田的油压足够高，可以自己喷射到地面。随着石油被开采，其油压不断降低，后来就需要使用一个从地面通过钻柱驱动的泵来抽油。

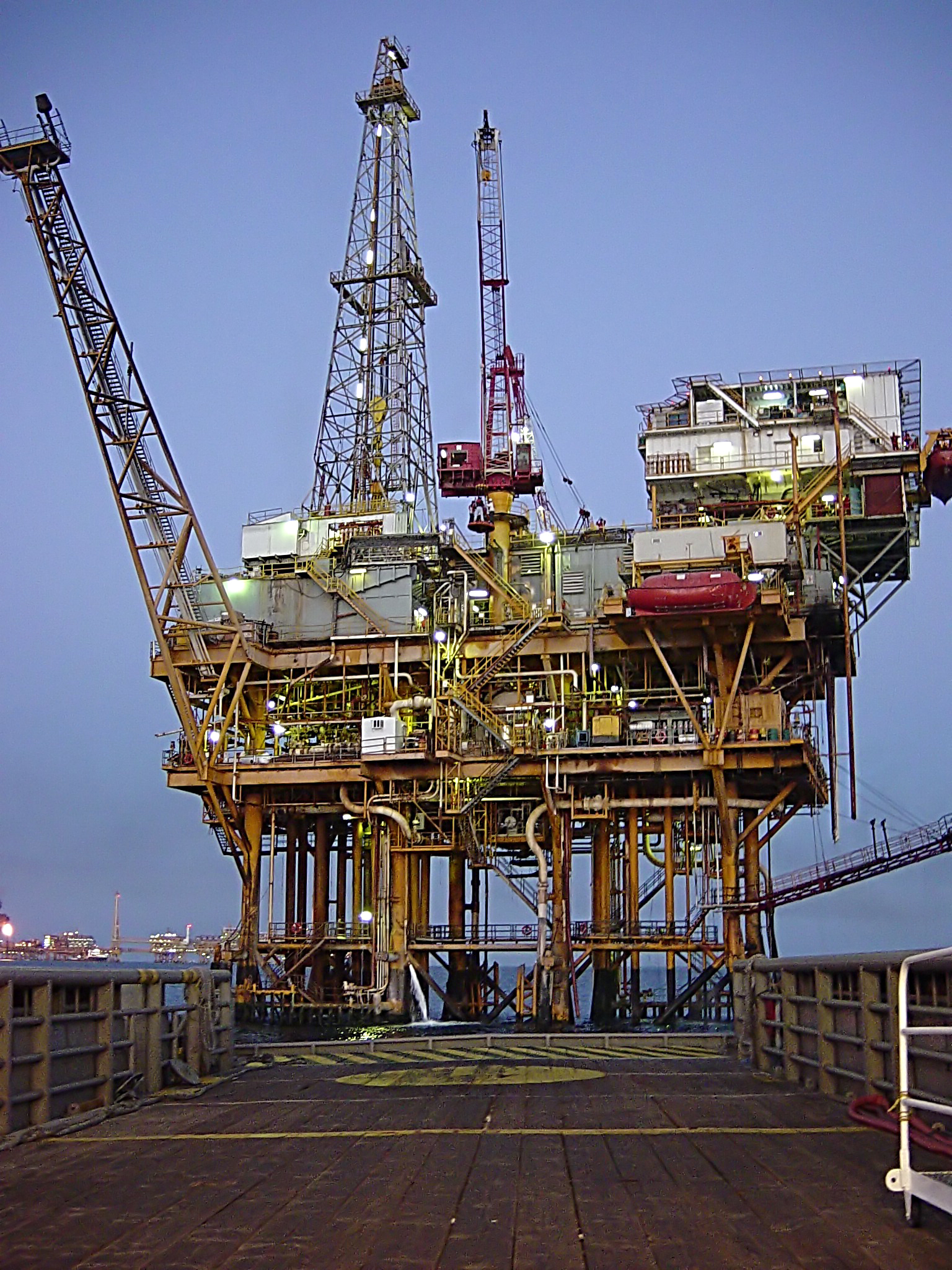
石油平台是用来在海上钻井和开采石油的

通过向油井内压水或天然气可以提高可开采的油量。通过压入酸来溶解部分岩石（比如碳酸盐）可以提高含油层岩石的渗透性。随着开采时间的延长抽上来的液体中水的成分越来越大，后来水的成分大于油的成分，今天有些矿井中水的成分占90%以上。通过上述手段、按照当地的情况不同今天一个油田中20%至50%的含油可以被开采。剩下的油今天无法从含油的岩石中分解出来。通过以下手段可以进一步提高能够被开采的石油的量：
- 通过压入沸水或高温水蒸汽，甚至通过燃烧部分地下的石油
- 注入氮气
- 注入二氧化碳来降低石油的黏度
- 注入轻汽油来降低石油的黏度
- 注入通过提高驱替液黏度，改变流度比的聚合物水溶液将原油从岩石孔隙释放出来
- 注入改善油与水之间的界/表面张力的物质（表面活性剂）的水溶液来使油从岩石孔隙中分解出来。

这些手段可以结合使用。虽然如此依然有相当大量的油无法被开采，一旦成本太高這個油田就被視為開採完畢了。
水下的油田的开采最困难。要开采水下的油田要使用浮动的石油平台。在这里定向钻井的技术使用得最多，使用这个技术可以扩大平台的开采面积。

## 运输
长距离运输石油的方法在海上是油轮，在陆地上则是使用输油管。短程也有使用汽车、火车和内河油船的。

## 成份

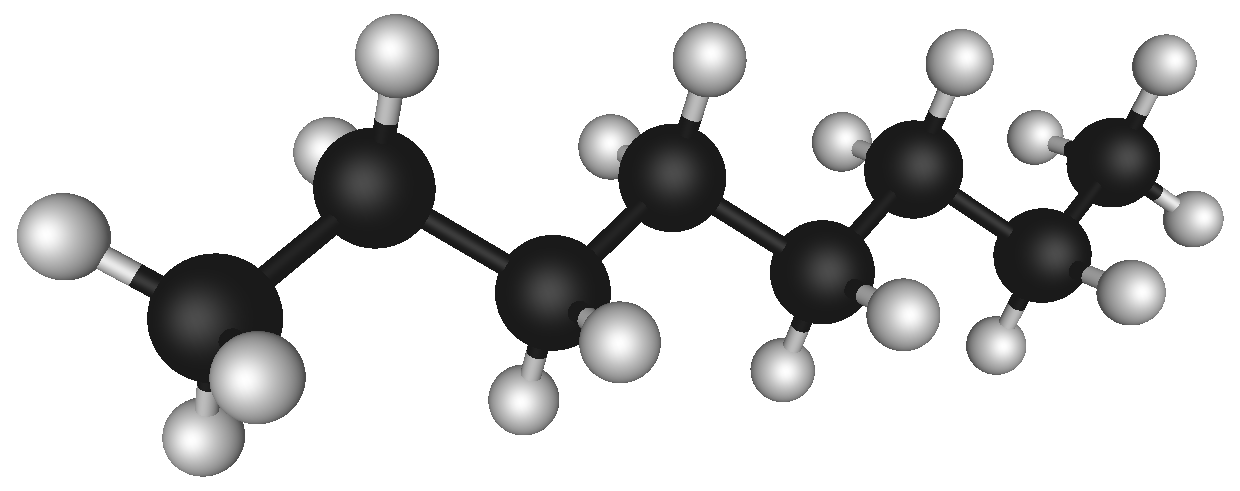
辛烷是石油中存在的一种碳氫化合物。此图为辛烷分子的球棍模型，其中白色线段表示C－H单键，黑色球体表示碳原子，白色球体表示氫原子。

构成石油的化学物质，用分馏能互相分离。原油作为加工的产品，有煤油、苯、汽油、石蜡、沥青等。严格地说，石油以氢与碳构成的脂肪烃为主要成分。
分子量最小的4种烃，全都是煤气。
| 化学物质 | 化学式 | 沸点  |
| -------- | ------ | ----- |
| 甲烷     | CH4    | -107℃ |
| 乙烷     | C2H6   | -67℃  |
| 丙烷     | C3H8   | -43℃  |
| 丁烷     | C4H10  | -0.5℃ |

## 产品
- 石油化學物質（塑料）
- 瀝青
- 燃油（重油、柴油、煤油、汽油）
- 衣服（化学纤维）
- 药品（苯）

石油精炼示意图

- 清洁用品（洗涤剂、洗发水、沐浴乳、肥皂等）
- 化妆品
- 煤氣
- 液化石油氣
- 潤滑油
- 石蠟
- 溚（焦油）
- 合成橡胶
- 食品相关（化肥、杀虫剂、口香糖等）

### 化工产品
在炼油厂內，石油中的不同成分會被分离出來。利用沸點差異，分離出原油中不同化合物。从原油中可以提炼出汽油、柴油、煤油、取暖用油、润滑油等等产品（參見示意图）。
化学工业中的石油产品的原材料可以回溯到约300个基本化合物。今天90%这些化合物是从石油和天然气中获得的。其中包括乙烯、丙烯、丁二烯、苯、甲苯、二甲苯等等。今天约5-20%的石油用作化学工业的原材料。几乎所有的化工产品在其生产过程中需要从石油获得的基本化合物：染料、漆、药物、清洁剂等。

### 金融产品
作为世界上最重要的原材料之一石油本身是投机生意的目标。由于许多企业依靠石油，因此它的价格对股票价格影响很大。

## 目前状态

### 地下储藏量和各国的备用储藏
各个不同的来源对世界上的石油储藏量的估计各不相同。2004年艾克森美孚估计世界的总储藏量为1.26兆（万亿）桶（1,717亿吨），同年英国石油公司的估计为1.15兆桶（1,566亿吨），《科學》甚至估计世界总储藏量为3兆桶。今天已经确定的和使用目前的技术能够经济地开采的储藏量近年来甚至有所上涨，2004年的数据是目前最高的。由于每年的开采和勘探工作的不足，中东、东亚和南美洲的储藏量有所下降，同时非洲和欧洲的储藏量有所上升。2008年，英國石油公司曾發表過調查報告，根據世界各國的石油儲藏量與石油消耗資料，推斷全球石油今天的世界储藏量还够用41.6年。但由于过去就已经有过类似的预言，而且石油從未告罄，这个数据也被人戏称为“石油常数”。2003年最大的石油储藏位于沙特阿拉伯（2,627亿桶）、伊朗（1,307亿桶）和伊拉克（1,150亿桶），其后为阿联酋、科威特和委内瑞拉。
批评者怀疑这些数据，他们指出出于政治原因许多国家篡改它们的数据，此外许多国家虽然每年开采大量原油，但其数据始终不变，这说明这些数据已经陈旧了。有些专家认为21世纪初人类将到达哈伯特顶点，这时开采量将达到顶峰，此后开采量无法继续提高，由于供给无法满足需求，油价将高涨。
因此许多国家备有短期的储藏来防止短期供不应求导致的危机。欧洲联盟的国家必须拥有足够90天的备用储藏。

### 开采状态
至今为止人类一共开采了约0.95兆桶石油。大多数储藏是在1960年代发现的。2005年的年开采量为304亿桶（相当于每日8330万桶）。

#### 石油开采最多国列表

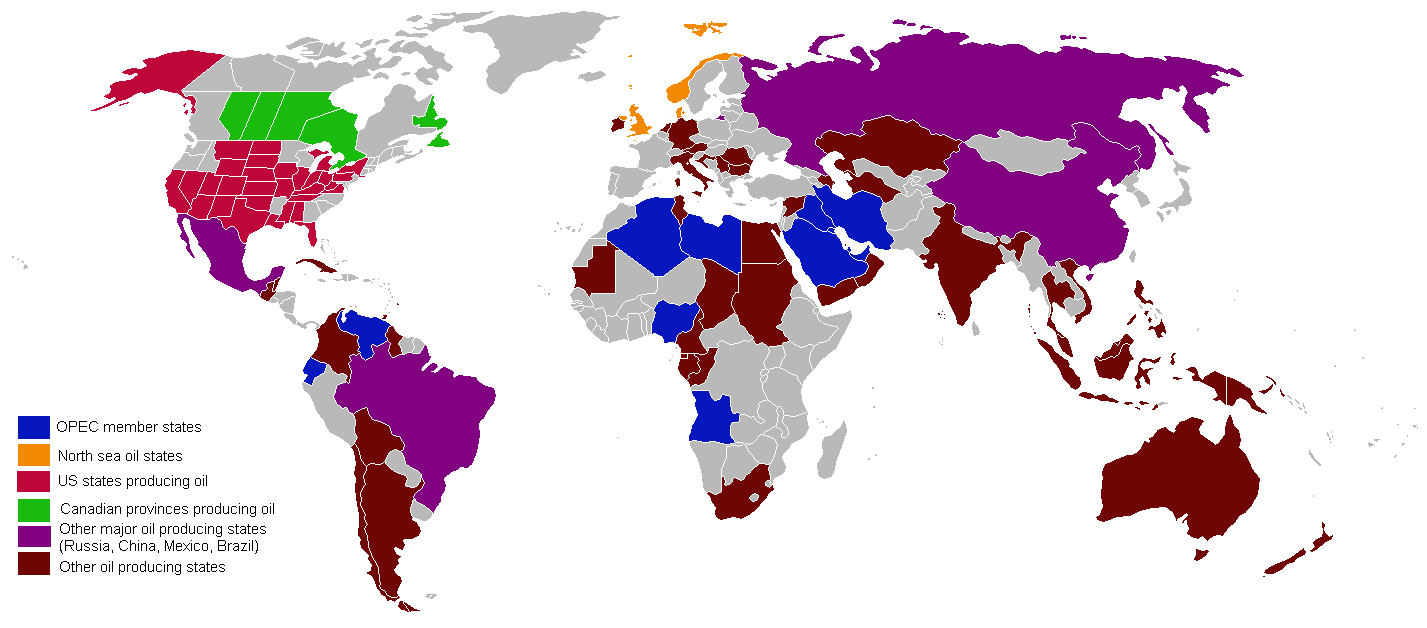
各国石油产量列表世界地图（2006–2012）

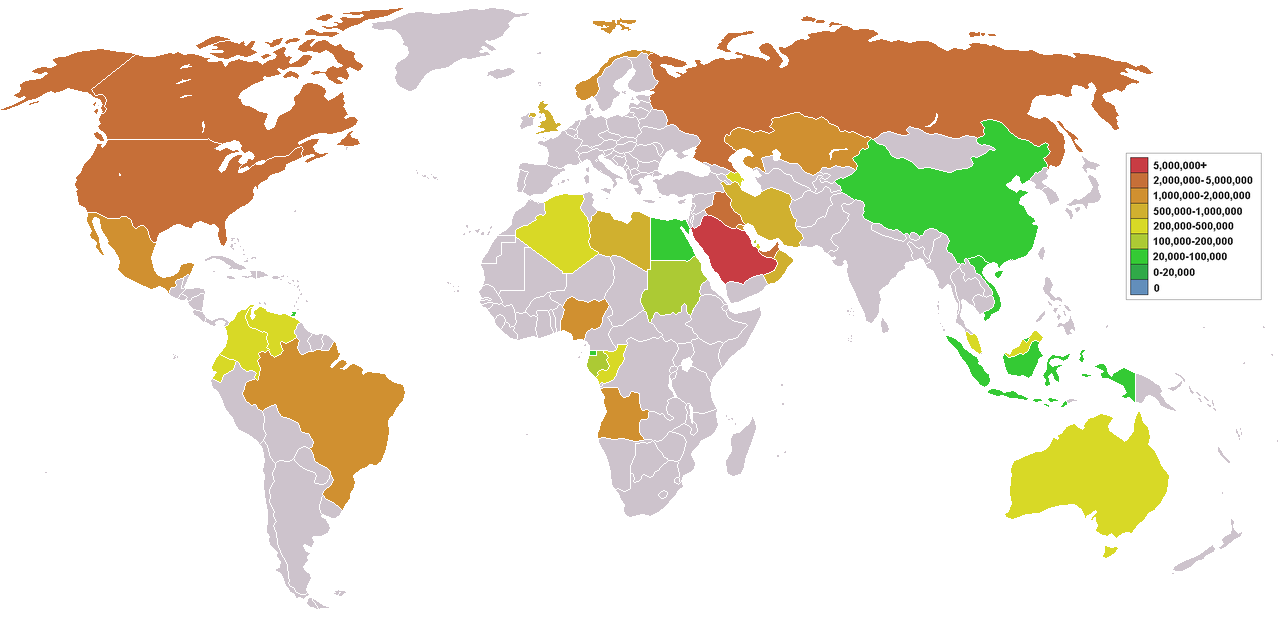
石油出口国家

以下排表按照2016年开采量排列：
|    | 国家                | 石油开采量 (日均开采（桶）, 2016) |
| -- | ------------------- | --------------------------------- |
| 1  | 俄羅斯              | 10,551,497                        |
| 2  | 沙烏地阿拉伯 (OPEC) | 10,460,710                        |
| 3  | 美国                | 8,875,817                         |
| 4  | 伊拉克 (OPEC)       | 4,451,516                         |
| 5  | 伊朗 (OPEC)         | 3,990,956                         |
| 6  | 中华人民共和国      | 3,980,650                         |
| 7  | 加拿大              | 3,662,694                         |
| 8  | 阿联酋 (OPEC)       | 3,106,077                         |
| 9  | 科威特 (OPEC)       | 2,923,825                         |
| 10 | 巴西                | 2,515,459                         |
| 11 | 委內瑞拉 (OPEC)     | 2,276,967                         |
| 12 | 墨西哥              | 2,186,877                         |
| 13 | 奈及利亞 (OPEC)     | 1,999,885                         |
| 14 | 安哥拉 (OPEC)       | 1,769,615                         |
| 15 | 挪威                | 1,647,975                         |
| 16 |                     | 1,595,199                         |
| 17 | (OPEC)              | 1,522,902                         |
| 18 | 阿尔及利亚 (OPEC)   | 1,348,361                         |
| 19 | 阿曼                | 1,006,841                         |
| 20 | 英国                | 939,760                           |

以下列表是按照2007年石油出口量排列的：
- 沙烏地阿拉伯（OPEC会员国）
- 俄羅斯
- 阿联酋（OPEC会员国）
- 挪威
- 伊朗（OPEC会员国）
- 科威特（OPEC会员国）
- 奈及利亞（OPEC会员国）
- 委內瑞拉（OPEC会员国）
- 阿尔及利亚（OPEC会员国）
- 安哥拉（OPEC会员国）
- 利比亞（OPEC会员国）
- 伊拉克（OPEC会员国）
- 墨西哥
- 加拿大

### 消费

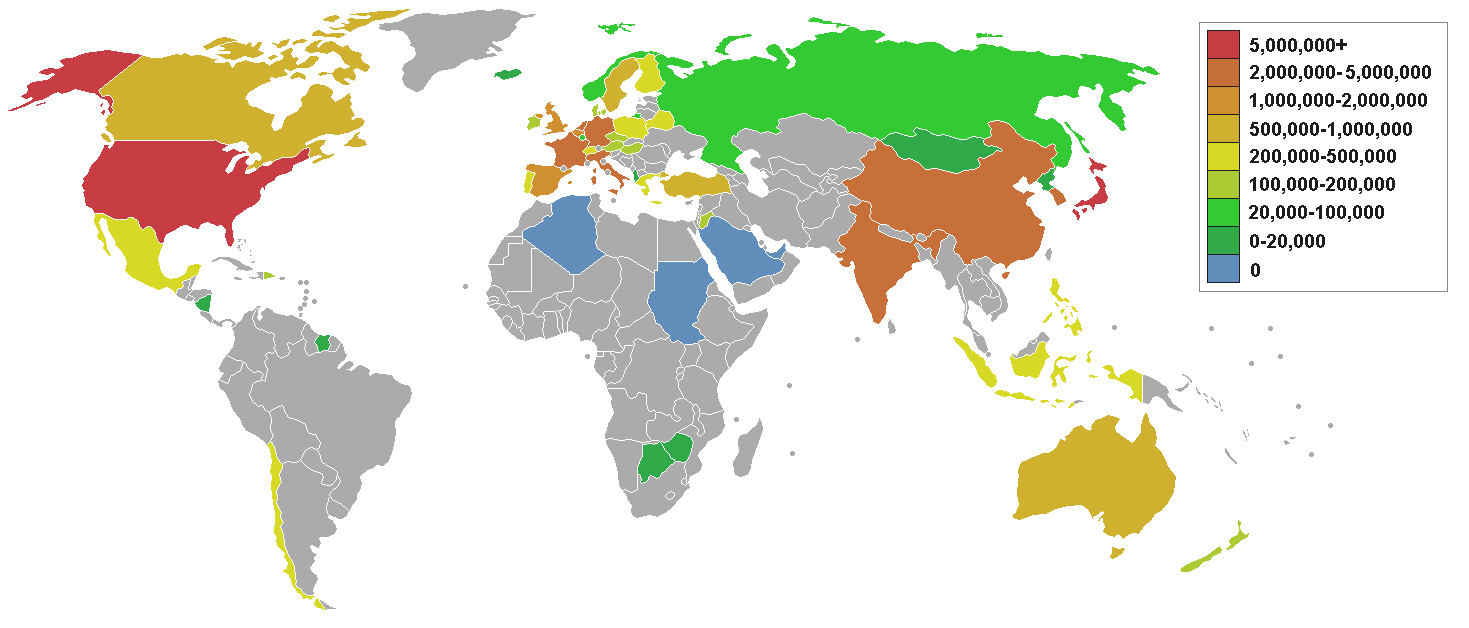
石油进口国家

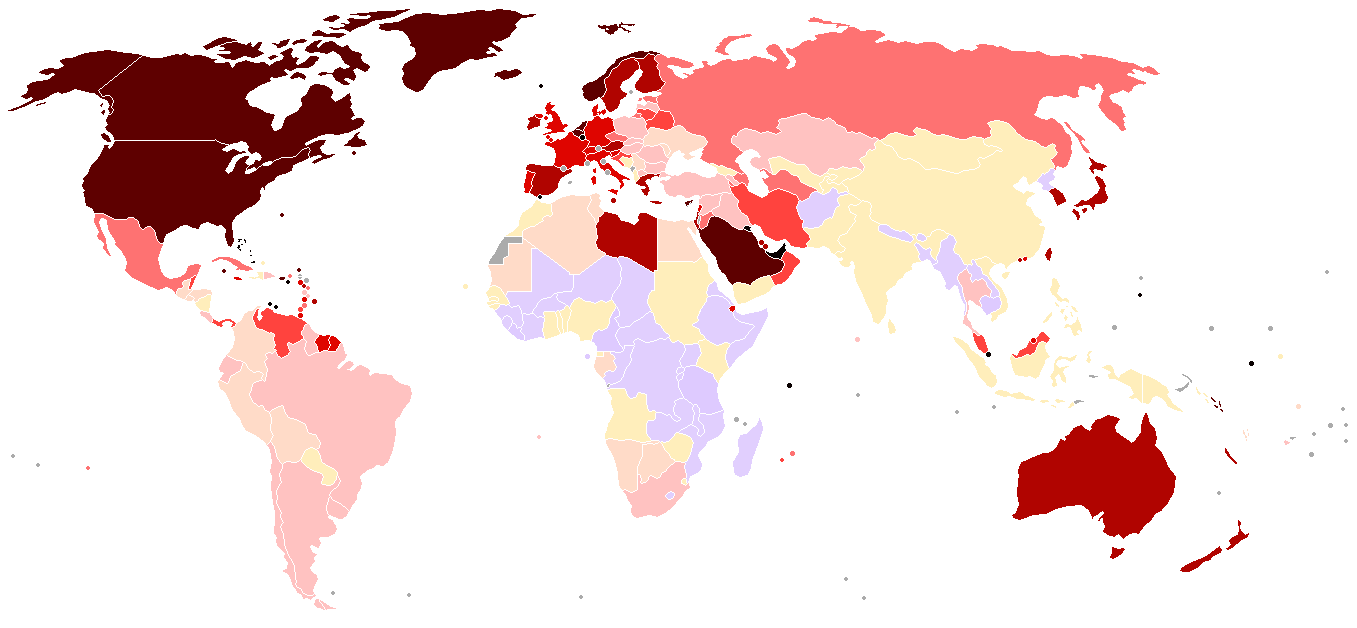
平均每人石油消费量（颜色愈深愈多）

根据世界概况，2010年全球石油平均日消耗量为约8,700万桶。每年石油消耗量增长率为2%。
以下排表按照2015年石油消耗量排列：
| 排名 | 国家／地区     | 石油消费量（桶／天） |
| ---- | -------------- | -------------------- |
| 1    | 美国           | 19,396,000           |
| 2    | 中华人民共和国 | 11,968,000           |
| 3    | 印度           | 4,159,000            |
| 4    | 日本           | 4,150,000            |
| 5    | 沙烏地阿拉伯   | 3,895,000            |
| 6    | 巴西           | 3,157,000            |
| 7    | 俄羅斯         | 3,113,000            |
| 8    |                | 2,575,000            |
| 9    | 德国           | 2,338,000            |
| 10   | 加拿大         | 2,322,000            |
| 11   | 伊朗           | 1,947,000            |
| 12   | 墨西哥         | 1,926,000            |
| 13   | 法國           | 1,606,000            |
| 14   | 印度尼西亞     | 1,628,000            |
| 15   | 英国           | 1,559,000            |

工业国家的人平均石油消耗量比发展中国家的人平均石油消耗量要高得多。2003年美国每年人平均石油消耗量为26桶，德国为11.7桶，中華人民共和國为1.7桶，印度为0.8桶，孟加拉国只有0.2桶。

### 纯消费国
本国生产的石油占消费10%或更低的国家。
| # | 消费国 | （桶/日） | （立方米/日） |
| - | ------ | --------- | ------------- |
| 1 | 日本   | 5,578,000 | 886,831       |
| 2 | 德国   | 2,677,000 | 425,609       |
| 3 |        | 2,061,000 | 327,673       |
| 4 | 法國   | 2,060,000 | 327,514       |
| 5 | 義大利 | 1,874,000 | 297,942       |
| 6 | 西班牙 | 1,537,000 | 244,363       |
| 7 | 荷蘭   | 946,700   | 150,513       |
| 8 | 土耳其 | 575,011   | 91,663        |

Source: CIA World Factbook

## 重要种类
石油工业一般使用原油的出产地来区分不同的原油，此外比重、黏度来区分不同的原油。对于炼油厂来说原油含硫的量是一个重要的因素。含硫多的原油要达到今天的燃料标准，炼油成本比较大。高硫原油主要产自中东地区，包括沙特阿拉伯、伊拉克、科威特和伊朗；低硫原油则主要产自俄罗斯、阿尔及利亚、尼日利亚以及亚太地区（澳洲、中華人民共和國、印度、印尼等）和北海地区（挪威和英国）。
世界上常用的参考原油为：
- 北海布伦特原油由北海东设得兰盆地中的15个油田的原油组成。开采出来的油首先运输到设得兰群岛的萨洛姆石油终端。欧洲、非洲和中东运往西方的原油按照北海布伦特原油标价，因此它是一个重要的价格标数。
- 西得克萨斯中间基原油包括所有北美洲的原油
- 杜拜，用作输往亚洲-太平洋地区的中东原油的价格标数
- （来自马来西亚，用来作为远东轻原油的参考标准）
- （来自印度尼西亚，用来作为远东重原油的参考标准）
- 从2005年6月15日开始石油输出国组织的使用以下原油的平均价格：
  - 印尼的MINAS
  - 阿尔及利亚的撒哈拉混合油
  - 伊朗的伊朗重油
  - 伊拉克的巴士拉轻质原油
  - 科威特的科威特出口原油
  - 利比亚的利比亚轻质原油
  - 尼加拉瓜的伯尼轻质
  - 卡塔尔的卡塔尔马林
  - 沙特阿拉伯的阿拉伯轻油
  - 阿联酋的穆尔本原油
  - 委内瑞拉的BCF17

石油输出国组织试图通过提高或减少产量来使得油价保持在一个上限和一个下限之间。因此它的标价对市场分析非常重要。而且它的标价包括轻油和重油，因此比北海布伦特原油和西德州輕質原油要重要。

## 价格

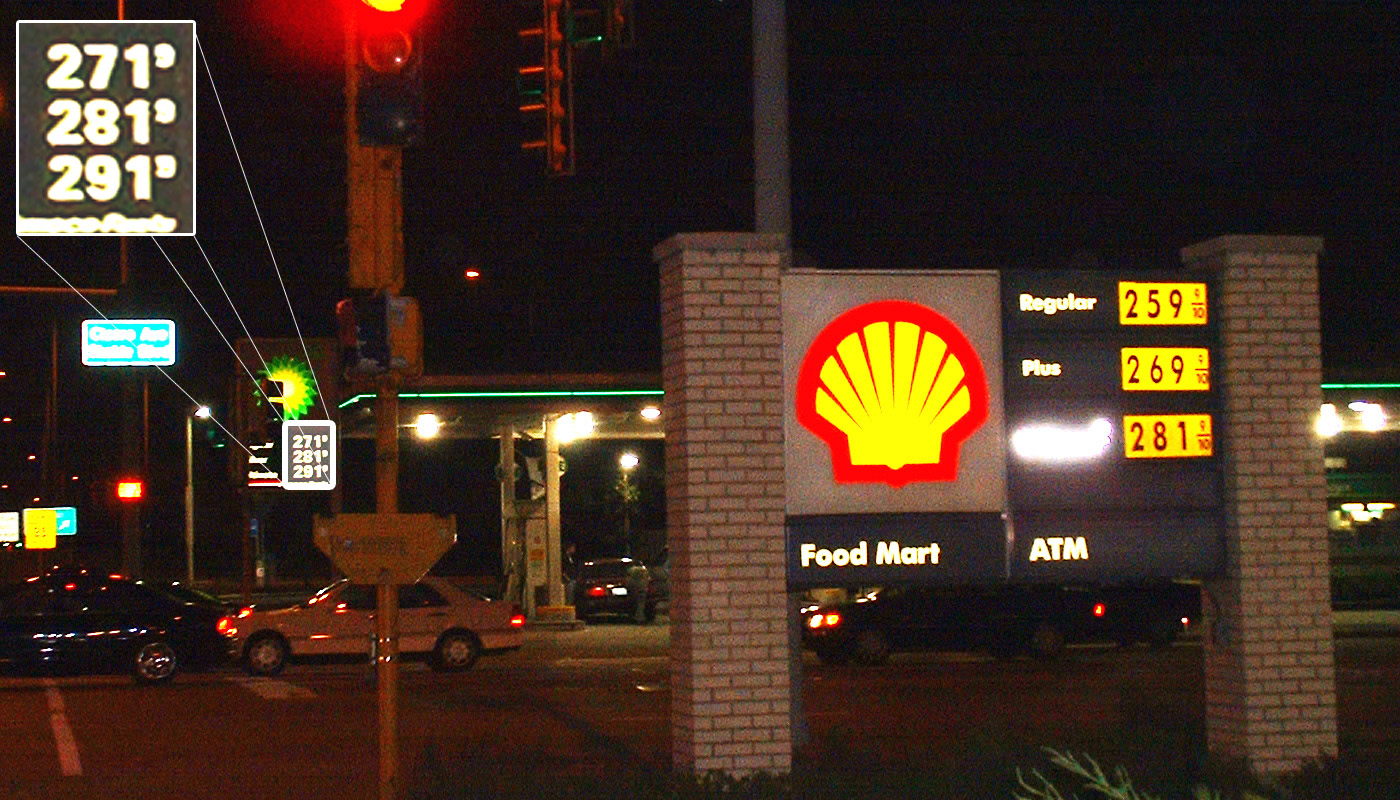
壳牌石油加油站的夜間價目表

石油的漲幅，1861年—2006年（最上面的線是經過通貨膨脹調整）

一般提到油价可能是指以下三种不同的价格：要么它指的是现货价格，要么指的是纽约商品交易所上在俄克拉何马州库欣的供货价格，或者是指国际石油交易所上的萨洛姆供货价格。不同石油根据其比重、含硫量和产地的价格可以非常不同。大多数石油不是在市场上买卖的，而是在柜台买卖的基础上交易的，其价格一般是参考一个定价机构如普氏公司给出的价格定的。国际石油交易所称65%交易的石油的价格低于该交易所提供的北海布伦特原油标价。
很多人指责石油输出国组织控制油价，他们指出石油开采的实际成本只在每桶两美元左右。石油输出国组织则反驳说首先开采石油不仅仅是开采，而且此前的勘探、钻井等等的成本也必须被包括进去。此外不能只用最低的开采成本作为标准。许多地方的开采成本高于上述的每桶两美元。而且，由于石油输出国组织通过控制开采量控制油价保持在一定的程度上，这使得一些油田（比如北海的油田）得以开采。此外石油输出国组织的能力往往被错误高估。1990年代由于油价低使得在石油工业的投资非常低。尤其是目前勘探新的油田的成本非常高。这导致了2000年代初油价飞涨时石油输出国组织没有任何扩大开采量的余地来保持油价的稳定。
油价与全球宏观经济状态息息相关，因此油价是一个关键性价格。一些经济学家称高油价对全球经济增长有负面影响。虽然高油价一般认为是经济增长导致的，但这说明两者之间的关系是非常不稳定的。
2008年1月2日，美国纽约商品交易所2月份交货的原油期货价格在历史上首次突破每桶100美元的关口。
2020年4月21日，受2020年石油价格战影响，美国5月WTI原油期货收盘暴跌306%，首次降为负值。

## 重要性

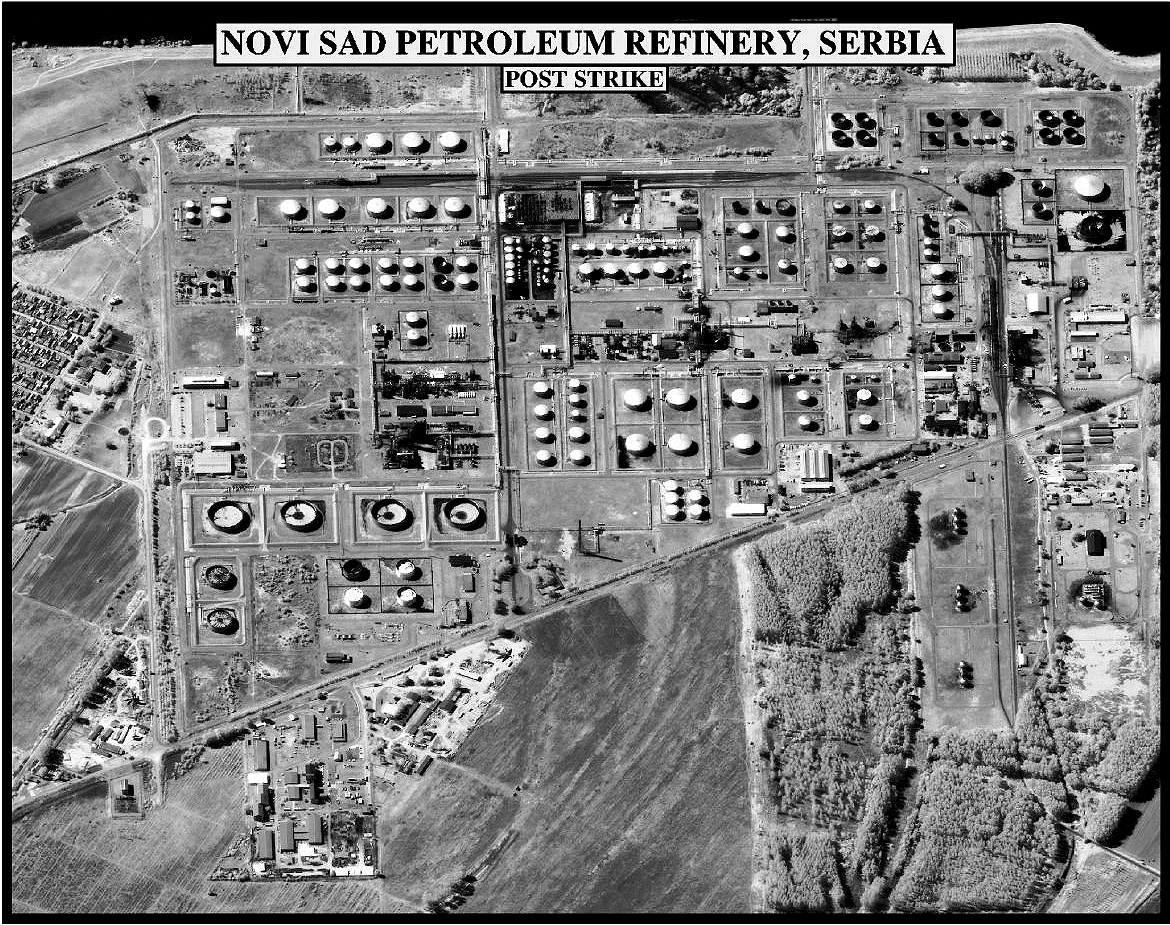
塞尔维亚的战备储油基地

目前石油是现代工业社会最重要的原料。绝大多数运输工具使用石油及其衍生品驱动，此外石油还被用来发电，它也是化学工业重要的原材料。諸多國家有战备储油制度。

## 影响

### 社会影响
在过去数十年中开采石油以及其副作用为一些发展中国家的经济、社会和环境导致巨大的问题。在有些地区土著居民被驱逐，在分配石油带来的财富上也可能有些地区造成巨大的冲突。外部的干涉和对冲突某一方的支持则导致更多的暴力。比如在阿尔及利亚，平均每周就有约500次暴力冲突。

### 环境影响
开采石油是非常昂贵的，也可能对环境带来破坏。海上探油和开采会打扰海洋环境。尤其以清理海底的挖掘工作破坏环境最大。油轮事故后泄漏的原油或提炼过的油在阿拉斯加、加拉帕戈斯群岛、西班牙和许多其它地区脆弱的海岸生态系统造成严重的破坏。
石油燃烧时向大气层释放二氧化碳，导致全球变暖。每能量单位石油释放的二氧化碳低于煤，但高于天然气。但作为交通用燃料，要减少焚油导致的二氧化碳的释放尤其棘手。一般只有大的发电厂才能够装配吸收二氧化碳的装置，单个车辆无法装配这样的装置。
虽然现在也有可再生能源作为选择，但可再生能源能够取代多少石油以及可再生能源本身可能导致的环境破坏还不肯定和有争议。阳光、风、地热和其它可再生能源无法取代石油作为高能量密度的运输能源。要取代石油这些可再生能源必须转换为电（以蓄电池的形式）或者氢（通过燃料电池或内燃）来驱动运输工具。另一个方案是使用生物质能产生的液体燃料（乙醇、生物柴油）来驱动运输工具，但是目前的技術还无法让生质燃料够环保。总而言之，要取代石油作为主要运输能源是一件非常不容易的事情。

## 延伸閲讀
- Kenney, J., Kutcherov, V., Bendeliani, N. and Alekseev, V. . Proceedings of the National Academy of Sciences of the United States of America. 2002, 99 (17): 10976–10981. Bibcode:2002PNAS...9910976K. PMC 123195 . PMID 12177438. arXiv:physics/0505003 . doi:10.1073/pnas.172376899.
- Khavari, Farid A. (1990). Oil and Islam: the Ticking Bomb. First ed. Malibu, Calif.: Roundtable Publications. viii, 277 p., ill. with maps and charts. ISBN 0-915677-55-5
- GA Mansoori, N Enayati, LB Agyarko (2016). Energy: Sources, Utilization, Legislation, Sustainability, Illinois as Model State （页面存档备份，存于）, World Sci. Pub. Co., ISBN 978-981-4704-00-7

## 关联条目
- 中东、沙特阿拉伯、阿拉伯世界
- 石油产品、猛火油
- 石油化学、油品蒸发损耗
- 石油输出国组织
- 布蘭特原油
- 阿拉伯国家联盟
- 工业化
- 原油期貨
- 中国石油大学[需要消歧义]、洋山申港油库、浮顶式储油罐

## 外部連結
- API – the trade association of the US oil industry. （页面存档备份，存于） (American Petroleum Institute)
- U.S. Energy Information Administration （页面存档备份，存于）
  - U.S. Department of Energy EIA – World supply and consumption （页面存档备份，存于）
  - Who are the major players supplying the world oil market? （页面存档备份，存于）
- Joint Organisations Data Initiative | Oil and Gas Data Transparency （页面存档备份，存于）
- U.S. National Library of Medicine: Hazardous Substances Databank – Crude Oil （页面存档备份，存于）
- Crude （页面存档备份，存于）: 2007 Australian Broadcasting Corporation documentary about the formation
- . . 1879.